# Tekenpen

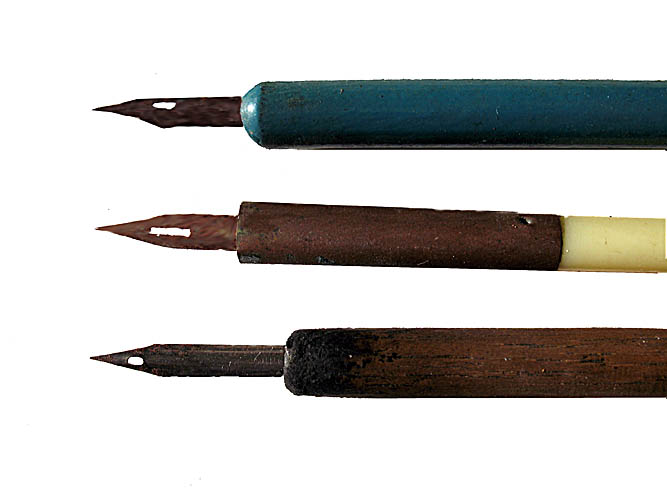
Een metalen quillpen

De tekenpen, ook wel metalen quillpen genoemd, is een pen gemaakt van staal of koper die vroeger gebruikt werd om te schrijven en te tekenen. Het pentekenen wordt heden nog gedaan met deze metalen pen.

## Geschiedenis
Deze pen is de opvolger van de quillpen gemaakt van een vogelveer of rietstengel. Deze metalen pen heeft een langere levensduur en is ook minder kwetsbaar. In de loop van de tijd is er veel veranderd in de pennenwereld, de tekenpen kreeg een modernere versie bij de introductie van de technische pen en de vulpen. Deze hebben een vast inktreservoir ingebouwd in de pen zelf. Ook dat is al een verouderd systeem en de technische pen heeft zo goed als in zijn geheel plaats moeten maken voor de balpen die nog steeds gemaakt wordt door een firma die Gillott heet.

## Gebruik
In Europa kennen wij de tekenpen ook als kroontjespen en vele ouderen onder ons kennen hem zeker nog als de "vlekkenmaker" op school. Toch is er een duidelijk verschil tussen beide. De kroontjespen is geschikt voor schrijven en tekenen, de tekenpen is door zijn vorm alleen geschikt voor tekenen. In de kunstwereld heeft de tekenpen een duidelijke plaats veroverd. Vele oude meesters, onder wie Rembrandt van Rijn, gebruikten de tekenpen samen met Oost-Indische inkt om snel wat indrukken op papier te zetten. Later werden deze schetsen dan uitgewerkt in het atelier. Deze pennen worden nog steeds aangeboden en ook door huidige kunstenaars gebruikt om veelal pentekeningen te maken.
De firma Gillott in Engeland (genoemd naar de oprichter en het verbeteren van de metalen pennen Joseph Gillott (1799-1872) is wel de bekendste producent. Zij vervaardigen nog steeds de ouderwetse pennen zoals we die al vele jaren kennen.